# Campionat del món d'escacs sènior
El Campionat mundial sènior d'escacs és un torneig d'escacs anual establert el 1991 per la FIDE. Per a poder participar-hi, els jugadors han d'haver complert 60 anys abans de l'1 de gener de l'any en què es disputa l'esdeveniment. El Campionat mundial sènior femení d'escacs és un esdeveniment separat, en el qual el requisit de participació és ésser dona i haver complert 50 anys abans de l'1 de gener de l'any en què es disputa l'esdeveniment.
El campionat és organitzat com un sistema suís a onze rondes. És un torneig obert i cada federació membre de la FIDE pot enviar-hi tots els jugadors que desitgi. El torneig femení separat es disputa si hi ha prou participants (almenys 10 dones de 4 zones diferents). Al vencedor del torneig masculí se li concedeix el títol de Gran Mestre si no el tenia encara, la guanyadora del femení rep el títol de Gran Mestre Femení en cas que no el tingués.

## Palmarès
| #  | Any        | Lloc                              | Campió masculí                                                                                  | Campiona femenina                                                               |
| -- | ---------- | --------------------------------- | ----------------------------------------------------------------------------------------------- | ------------------------------------------------------------------------------- |
| 1  | 1991       | Bad Wörishofen                    | Vassili Smislov                                                                                 | Eve Ladanyike-Karakas                                                           |
| 2  | 1992       | Bad Wörishofen                    | Iefim Hèl·ler                                                                                   | Eve Ladanyike-Karakas                                                           |
| 3  | 1993       | Bad Wildbad                       | Mark Taimànov                                                                                   | Tatiana Zatoulovskaia                                                           |
| 4  | 1994       | Biel/Bienne                       | Mark Taimànov                                                                                   | Eve Ladanyike-Karakas                                                           |
| 5  | 1995       | Bad Liebenzell                    | Evgeni Vasiukov                                                                                 | Nona Gaprindaixvili                                                             |
| 6  | 1996       | Bad Liebenzell                    | Aleksei Suetin                                                                                  | Valentina Kozlovskaia                                                           |
| 7  | 1997       | Bad Wildbad                       | Jānis Klovāns                                                                                   | Tatiana Zatoulovskaia                                                           |
| 8  | 1998[1]    | Grieskirchen                      | Vladímir Baguírov                                                                               | Tamar Khmiadashvili                                                             |
| 9  | 1999[2]    | Gladenbach                        | Jānis Klovāns                                                                                   | Tamar Khmiadashvili                                                             |
| 10 | 2000       | Rowy                              | Oleg Chernikov                                                                                  | Elena Fatalibekova                                                              |
| 11 | 2001       | Arco                              | Jānis Klovāns                                                                                   | Elena Fatalibekova                                                              |
| 12 | 2002       | Naumburg                          | Jusefs Petkevitch                                                                               | Marta Litinskaia                                                                |
| 13 | 2003       | Bad Zwischenahn                   | Yuri Chabanov                                                                                   | Tamar Khmiadashvili                                                             |
| 14 | 2004       | Halle                             | Yuri Chabanov                                                                                   | Elena Fatalibekova                                                              |
| 15 | 2005[3]    | Lignano Sabbiadoro                | Liuben Spassov                                                                                  | Ludmila Saunina                                                                 |
| 16 | 2006[4]    | Arvier                            | Víktor Kortxnoi                                                                                 | Ludmila Saunina                                                                 |
| 17 | 2007[5][6] | Gmunden                           | Algimantas Butnorius                                                                            | Hanna Ereńska-Barlo                                                             |
| 18 | 2008[7][8] | Bad Zwischenahn                   | Larry Kaufman Mihai Șubă                                                                        | Tamara Vilerte                                                                  |
| 19 | 2009[9]    | Condino                           | Mišo Cebalo                                                                                     | Nona Gaprindaixvili                                                             |
| 20 | 2010[10]   | Arco                              | Anatoli Vaisser                                                                                 | Tamar Khmiadashvili                                                             |
| 21 | 2011[11]   | Opatija                           | Vladímir Okhótnik                                                                               | Galina Strutinskaya                                                             |
| 22 | 2012       | Kamena Vourla                     | Jens Kristiansen                                                                                | Galina Strutinskaya                                                             |
| 23 | 2013       | Opatija                           | Anatoli Vaisser                                                                                 | Yelena Ankudinova                                                               |
| 24 | 2014       | Katerini (Grècia)                 | Anatoli Vaisser (França) (65+) · Zurab Sturua (Geòrgia) (50+)                                   | Nona Gaprindaixvili (Geòrgia) (65+) · Svetlana Mednikova (Rússia) (50+)         |
| 25 | 2015       | Acqui Terme (Itàlia)              | Vladimir Okhotnik (França) (65+) · Predrag Nikolic (Bòsnia i Herzegovina) (50+)                 | Nona Gaprindaixvili (Geòrgia) (65+) · Galina Strutinskaia (Rússia) (50+)        |
| 26 | 2016[12]   | Marianske Lazne (República Txeca) | Anatoly Vaisser (França) (65+) · Giorgi Bagaturov (Geòrgia) (50+)                               | Nona Gaprindaixvili (Geòrgia) (65+) · Tatiana Bogumil (Rússia) (50+)            |
| 27 | 2017       | Acqui Terme (Itàlia)              | Evgeny Sveshnikov (Rússia) (65+) · Julio Granda (Peru) (50+)                                    | Tamar Khmiadashvili (Geòrgia) (65+) · Elvira Berend (Luxemburg) (50+)           |
| 28 | 2018       | Bled (Eslovènia)                  | Vlastimil Jansa (República Txeca) (65+) · Karen Movsziszian (Armènia) (50+)                     | Nona Gaprindashvili (Geòrgia) (65+) · Elvira Berend (Luxemburg) (50+)           |
| 29 | 2019       | Bucarest (Romania)                | Rafael Vaganian (Armènia) (65+) · Vadim Shishkin (Ucraïna) (50+)                                | Nona Gaprindashvili (Geòrgia) (65+) · Elvira Berend (Luxemburg) (50+)           |
| 30 | 2022       | Assisi (Itàlia)                   | Valentin Bogdanov (Ucraïna) (75+) · John Nunn (Anglaterra) (65+) · Zurab Sturua (Geòrgia) (50+) | · Nona Gaprindashvili (Geòrgia) (65+) · Elvira Berend (Luxemburg) (50+)         |
| 31 | 2023[13]   | Terrasini (Itàlia)                | John Nunn (Anglaterra) (65+) · Michael Adams (Anglaterra) (50+)                                 | Galina Strutinskaia (Russia) (65+) · Mònica Calzetta Ruiz (Illes Balears) (50+) |
Vassili Smislov i Nona Gaprindaixvili són els dos únics jugadors que han obtingut el títol mundial absolut, abans del títol sènior.